# Genki (учебник)
Genki (яп. げんき): Комплексный курс элементарного японского языка — учебник японского языка, который начинается с начального уровня.
Учебник разделен на два тома, содержащих 23 урока, посвященных японской грамматике, лексике и кандзи. Он используется во многих университетах англоязычного мира, а также часто используется в качестве текста для самостоятельного обучения.

## История публикации
- 1-е издание: 20 мая 1999 г.
- 2-е издание: 20 марта 2011 г.
- 3-е издание: начало и середина 2020 г.